# Hick
Hick es una película película estadounidense de drama de 2011 dirigida por Derick Martini y basada en la novela homónima de Andrea Portes. Se estrenó en el Festival Internacional de Cine de Toronto el 10 de septiembre de 2011 y es distribuida por Phase 4 Films en Estados Unidos.

## Sinopsis
Luli es una adolescente que vive con sus padres negligentes y alcohólicos en una pequeña ciudad de Nebraska. Al cumplir 13 años recibe como regalo una pistola. Después de ver un comercial sobre Las Vegas decide viajar hacia allá, escapando de las agresiones físicas y verbales de sus padres.
En el camino, conoce a Eddie, rengo y con una inestable personalidad. Discute con él, se separa y regresa al camino a hacer dedo. Consigue que Glenda, una ladrona, drogadicta y madre soltera, que tiene algo más de 20 años, la lleve con ella. Establecen una relación particular en la que las necesidades de afecto de ambas entran en juego.
De forma inesperada, Luli vuelve a encontrarse con Eddie, quien la convence de ir a pasear con él. En ese paseo, Luli, que todo el tiempo es vista de una doble manera —una niña que necesita ser protegida y una adolescente sensual— está a punto de ser violada por un desconocido. En realidad, Eddie la había vendido a cambio de una deuda de juego pero se arrepiente y al escuchar la resistencia de Luli la rescata. Trata de recuperar su confianza pero un incidente hace que Luli lo abandone bajándose de su camioneta en medio del campo. Eddie la persigue y abusa sexualmente de ella.
Al día siguiente, Luli despierta atada a una cama, con el pelo teñido de otro color, en una cabaña alquilada. Eddie piensa mantenerla así. No es la primera chica con quien lo hace. Rescatada por Glenda, Luli se entera de que ella también había sido secuestrada y abusada por Eddie. Este la mata de manera accidental, e intenta mantener a su lado a Luli, pero ella le da su merecido fin con esa pistola que fue lo único bueno que le dieron sus papás.
Beau, el dueño de las cabañas, la ayuda y le da la dirección de su hermana en Los Ángeles, quien desea tener una hija adoptiva. Luli se niega a aceptar esta ayuda y decide regresar con su familia. Después de todo lo que ha vivido, no parecía una perspectiva tan obscura.
Con el pasaje de regreso ya comprado, en la estación de autobuses, llama a su madre, para saber que no sólo no se ha preocupado por buscarla, sino que vive con un nuevo amante, ya que su padre se ha ido para siempre. La madre apenas escucha a Luli, ya que está en una fiesta. Luli cuelga llorando y sube al autobús hacia Nebraska. Durante el viaje, encuentra la dirección que Beau le había dado y pide al chofer que detenga el autobús, y ante cuya negativa, recurre a un truco que había aprendido de Glenda. De nuevo sola en el camino, comienza a caminar. Hacia Los Ángeles. Tal vez.

## Reparto
- Chloë Grace Moretz es Luli McMullen.
- Blake Lively es Glenda.
- Eddie Redmayne es Eddie Kreezer.
- Alec Baldwin es Beau.
- Juliette Lewis es Tammy.
- Rory Culkin es Clement.
- Anson Mount es Nick.
- Shaun Sipos es Blane.
- Robert Baker es Ray.
- Ray McKinnon es Lloyd.
- Dave Vescio es Stranger.
- Leon Lamar es Clerk.
- Dartanian Sloan es Angel.
- Bob Stephenson es Lux (como Robert J. Stephenson)

## Significado de la palabra "Hick"
Esta palabra es un modismo estadounidense. Hick: es un término del argot despectivo para referirse a los blancos de clase baja estadounidenses que no son inteligentes y que viven en zonas rurales.

## Recepción
Hick ha recibido críticas muy negativas casi universalmente por los críticos con un índice de aprobación del 5% en Rotten Tomatoes, y una puntuación media de 28/100 en Metacritic basada en 10 críticas.